# 山本ミッシェールのぞみ
山本 ミッシェール のぞみ（やまもと ミッシェール のぞみ）は、日本のフリーアナウンサー、 ジャーナリスト。

## 人物
アメリカ合衆国出身、父親の仕事の関係でアメリカ、イギリス、日本、フランスで小学校、中学校、ドイツで高校生活を送る。英語、フランス語、ドイツ語と日本語を話す。筑波大学比較文化学類比較文学を卒業後、NHKに入局。京都局の記者を経て、退職後フリーアナウンサーに転身。NHKワールドTV・NHKラジオ日本英語放送担当アナウンサーとなる。「のぞみ」は使わず「Michelle Yamamoto　山本ミッシェール」として主に活動している。
現在は、NHKワールドTV でキャスター・リポーターとしてレギュラー出演を続けるほか、フリージャーナリスト、フリーアナウンサー、リポーター、ナレーターとしての活動中。数々の国際会議のバイリンガルMCなどをはじめ、企業でのコミュニケーション学の講師なども行っている。その他、法政大学・和光大学・新潟産業大学通信課程ネットの大学managaraの非常勤講師を務める。株式会社メリディアンプロモーション所属。

## 現在の出演番組
- Science View（NHK WORLD TV）
- Science View J-Innovators Special (NHK WORLD TV)
- 英語ニュース（NHKラジオ日本）
- Friends Around the World（NHKラジオ日本）
- Easy Japaneseやさしい日本語（NHKラジオ日本）
- J-WAVE「JAM THE PLANET」
- 身近なことからSDGs（準レギュラーゲスト）

## 過去の出演番組
- ほっと関西（NHK京都）- 報道記者としてニュース番組レポート
- NHKニュースおはよう日本（NHK） - 報道記者としてニュース番組レポート
- INsideOUT（BS11デジタル） - キャスター
- BS11ニュース（BS11デジタル） - キャスター
- NEWS　TODAY　ASIA（NHK WORLD TV） - ナレーター
- 海外安全情報（NHK WORLD TV） - キャスター
- Tokyo Eye（NHK WORLD TV） - リポーター
- News Today 30 Minutes（NHK WORLD TV） - ナレーター
- Newsline（NHK WORLD TV） - キャスター
- Public Service Announcement【日・英（港区、目黒区、品川区、横浜市広報）】（InterFM） - キャスター
- 政治学原論（朝日ニュースター） - アシスタント
- 朝日opini on tv 争論、耕論（朝日ニュースター） - 司会
- Newsline（NHK WORLD TV）

## 司会・バイリンガル司会
- NHK BS「フォークソング大全集」 - 通訳
- ザ・ペニンシュラ東京オープニングセレモニー - バイリンガルMC
- ザ・ペニンシュラ東京シルク・キュリネール チャリティーガラディナー2008~2015 - バイリンガルMC
- ザ・ペニンシュラ・ホテルズJapan Road Show2007～2015 - バイリンガルMC
- いすゞ自動車国際会議 - バイリンガルMC
- グレース・ケリー展 プレス発表、トークショー
ゲスト：知花くらら、ティンズリー・モティマー
- トヨタ自動車国際会議（東京ビッグサイト）
- 国際先天代謝医療異常学会ICIEMギャロッズ記念講演 - バイリンガルMC
- 第11回国際歯科麻酔学会議IFDAS2006 オープニング・セレモニー、ガラパーティー - バイリンガルMC
- 「Camus」の新製品発表のイベント「Sharing more・・・une soiree Japonaise "HANA-MI"」
ゲスト：直木賞作家の藤田宜永
- キッコーマンアメリカ進出50周年記念パーティー　ゲスト：キャロル・キング
- 2007年ユニバーサル技能五輪国際大会 開会式・閉会式 - バイリンガルMC
- 第7回国際アビリンピック 開会式・閉会式 - バイリンガルMC
- ヒロシマ・ナガサキ平和の祈り 五色のコンサート
- JATA国際観光会議・世界旅行博　オープニングセレモニー、フォーラム2008～2011 - バイリンガルMC
- 第38回世界スカウト会議にて第23回世界スカウトジャンボリー招致プレゼンテーションにて勝利（韓国・済州島）
- IOC国際オリンピック委員会　招致イベント　2009, 2013（迎賓館にて日、英、仏3か国語で司会）
- 開国博Y150 横浜開港150周年記念イベント
- 国連生物多様性の10年国際キックオフイベント（金沢） - バイリンガルMC
- 生物多様性年記念（金沢）閉幕式、レセプション - バイリンガルMC
ゲスト：MISIA
- オーストラリア政府観光局　Japan Australia Mission　- バイリンガル司会
- 万有製薬・シェリング・プラウ日本法人事業統合記念イベント　- バイリンガル司会
- 世界情報社会・電気通信日のつどい」記念式典、授賞式
- チューリッヒ保険日本支社25周年記念イベント
- マッキンゼー・アンド・カンパニー「日本の未来について話そう」出版記念レセプション - バイリンガルMC
- JATA国際観光フォーラム・JATA旅博2011 - バイリンガルMC
- プリンセス・クルーズ社の日本母港クルーズ記者発表＆レセプション（外国船籍の日本発着クルーズとしては過去最大規模） - バイリンガル司会
- 2020年東京オリンピック・パラリンピック招致晩餐会（迎賓館）にて日仏英の司会
- 2019年（令和元年）、「天皇陛下即位礼正殿の儀」において皇居でのバイリンガル司会

## 著書
- 「見るだけ30分!!あなたに合った「聞く」「話す」が自然にできる!」（すばる舎）
- 「やさしい英語でSDGs」（合同出版）
- 「ちよにやちよに　愛のうた　きみがよの旅」（文屋）英語翻訳

## 連載
- 美人計画（青春出版社）コラム「やまとなでしこの素」連載（2007～2008）
- CNN ENGLISH EXPRESS（朝日出版社）コラム「国際派アナミッシェールの英会話Cafe」連載（2012年4月 - 2013年3月）
- Kirei Style（Woman excite）コラム「国際派キャスター山本ミッシェールの和美探訪」連載中（2014年8月 - 現在）
- 築地本願寺新報　「英語で知ろう！　はじめての仏教 」連載中 (2021年5月 - 現在)